# James Black
James Whyte Black (Uddingston, Escocia, 14 de junio de 1924 - Londres, 21 de marzo de 2010) fue un farmacólogo británico, desarrollador  del propranolol y la cimetidina.
Junto con Gertrude B. Elion y George H. Hitchings, ganaron el premio Nobel de Medicina en 1988 por sus estrategias pioneras para el diseño racional de medicamentos, en su caso, siendo líder en el desarrollo del propranolol y de la cimetidina. Black estableció un Departamento de Fisiología en la Universidad de Glasgow, donde estuvo muy interesado en los efectos de la adrenalina en el corazón humano. Estuvo trabajando para Farmacéutica ICI en 1958 y mientras desarrollaba el propranolol, un beta bloqueador utilizado para el tratamiento de la enfermedad cardíaca. Black fue también responsable para el desarrollo de la cimetidina, un antagonista de los receptores H2, un medicamento utilizado ebn el tratamiento de las úlceras del estómago.

## Biografía
Obtuvo el Premio Nobel de Medicina en 1988, conjuntamente con los investigadores estadounidenses Gertrude B. Elion y George H. Hitchings.
Black estudió la secundaria en Escocia; y en la Universidad de St. Andrews, en la que se licenció en Medicina en 1946.
Pasó mucho tiempo en Dundee (ciudad en la que se desarrollaba la actividad médica clínica de la Universidad de St Andrews hasta 1967). Fue coordinador del departamento de Fisiología de dicha Universidad antes de ocupar una plaza de lector en la Universidad de Malaya, la más antigua de Malasia. De regreso a Escocia en 1950, puso en marcha la Escuela de Veterinaria de la Universidad de Glasgow, estableciendo un departamento de Fisiología. Alternó su carrera académica con diversos trabajos en la industria farmacéutica. Trabajó en varias de las más importantes industrias de este sector y fue nombrado profesor de farmacología en el University College y en el King's College de Londres.
Se unió a ICI Pharmaceuticals en 1958, permaneciendo en la compañía hasta 1964, tiempo durante el cual inventó el propranolol, que más tarde se convirtió en el medicamento más vendido del mundo. Durante este tiempo, Black fue pionero en un método de investigación en el que las moléculas de los medicamentos se construían a propósito en lugar de sintetizarse primero y luego investigarse para sus posibles usos médicos. El descubrimiento del propranolol fue aclamado como el mayor avance en el tratamiento de las enfermedades cardíacas desde el descubrimiento de los digitálicos. 
Al mismo tiempo, Black estaba desarrollando un método similar para inventar medicamentos para el tratamiento de las úlceras en el estómago, pero ICI no quería seguir adelante con la idea, por lo que Black renunció en 1964 y se unió a Smith, Kline y French, donde trabajó durante nueve años hasta 1973. Mientras estuvo allí, Black desarrolló su segundo medicamento importante, la cimetidina, que se lanzó bajo la marca Tagamet en 1975 y pronto superó en ventas al propranolol para convertirse en el medicamento recetado más vendido del mundo. 
Black fue nombrado profesor y jefe del departamento de farmacología en el University College de Londres en 1973, donde estableció un nuevo curso de pregrado en química medicinal, pero se sintió frustrado por la falta de fondos para la investigación y aceptó el puesto de director de investigación terapéutica en los Laboratorios de Investigación Wellcome en 1978.  Sin embargo, no estaba de acuerdo con su jefe inmediato allí, Sir John Vane, y renunció en 1984. Black luego se convirtió en profesor de farmacología analítica en el Instituto Rayne de la escuela de medicina del King's College de Londres, donde permaneció hasta 1992. Estableció la Fundación James Black en 1988 con fondos de Johnson & Johnson y dirigió un equipo de 25 científicos en la investigación de medicamentos, incluido el trabajo sobre inhibidores de gastrina que pueden prevenir algunos cánceres de estómago. 
Black contribuyó al conocimiento científico y clínico básico en Cardiología, tanto como médico como científico básico. Su invención del propranolol, el antagonista del receptor beta adrenérgico que revolucionó el tratamiento médico de la angina de pecho, se considera una de las contribuciones más importantes a la medicina clínica y la farmacología del siglo XX. El propranolol ha sido descrito como el mayor avance en los tratamientos de las enfermedades cardíacas desde el descubrimiento de los digitálicos en el siglo XVIII y ha beneficiado a millones de personas. El método de investigación de Black, sus descubrimientos sobre la farmacología adrenérgica y su clarificación de los mecanismos de acción cardíaca son todos puntos fuertes de su trabajo.
Estuvo muy involucrado en la síntesis de la cimetidina, en ese momento un medicamento revolucionario para el tratamiento y la prevención de las úlceras pépticas. La cimetidina fue el primero de una nueva clase de fármacos, los antagonistas de los receptores H2.

## Honores
En 1981 fue nombrado Caballero de la Orden del Mérito por la reina Isabel II. Esta es la mayor condecoración que puede ser concedida en dicho país.